# Бониту (Баия)
Бониту (порт. Bonito)  —  муниципалитет в Бразилии, входит в штат Баия. Составная часть мезорегиона Юго-центральная часть штата Баия. Входит в экономико-статистический микрорегион Сеабра. Население составляет 14 227 человек на 2006 год. Занимает площадь 641,229 км². Плотность населения — 22,2 чел./км².
Праздник города — 13 июня.

## Статистика
- Валовой внутренний продукт на 2003 год составляет 43 368 988,00 реалов (данные: Бразильский институт географии и статистики).
- Валовой внутренний продукт на душу населения на 2003 год составляет 3184,68 реала (данные: Бразильский институт географии и статистики).
- Индекс развития человеческого потенциала на 2000 год составляет 0,591 (данные: Программа развития ООН).